# 張積中
張 積中（ちょう せきちゅう、Zhang Jizhong、? - 1866年）は、清末の太谷学派の学者。字は石琴。江蘇省儀徴県出身。

## 人物
貢生であったが、科挙には落第し、仕官はあきらめた。道光年間に周太谷に師事して儒教・仏教・道教を融合した太谷学派を学んだ。1856年、太平天国の戦乱をさけて山東省済南の黄崖山に移住し、講学を始めた。1861年には入山する群衆は8千人にのぼるようになった。入山者は財産の半分を教団に収め、さらに教団は街で商売を行って資金を集めた。張積中は自衛のため、弟子に砦の修築を命じ、武器・食糧を購入したが、そのため官府の疑惑を招くこととなった。1866年、山東巡撫閻敬銘は黄崖山を明け渡して出頭するように命令したが、張積中が命令を拒否したため、数万の兵で掃討作戦を行った。張積中と群衆は抵抗したが、砦は陥落し、戦死した。